# Vlad VI Înecatul
Vlad VI de Valaquia (c. 1508 - septiembre de 1532) fue el voivoda [príncipe] que gobernó Valaquia entre junio de 1530 y septiembre de 1532. Históricamente se le ha llamado Vlad Înecatul ["Vlad el Ahogado"], como una descripción de la forma en que murió.
Valaquia es una de las tres regiones históricas y geográficas primarias (junto con Moldavia y Transilvania ) de Rumania. Valaquia fue fundada como principado a principios del siglo XIV por Basarab I pero, en 1417, había aceptado la soberanía del Imperio Otomano, aunque con considerable autonomía. Los descendientes de la Casa de Basarab continuaron gobernando Valaquia y, como se relata en los registros supervivientes de la época de Mihnea Turcitul (el joven voivoda en 1577-1583 y 1585-1591), la cronología de un siglo antes indica que el abuelo de Vlad VI Vlad IV Călugărul [Vlad el Monje] fue voivoda desde 1481 hasta su muerte en 1495. Su hijo Vlad cel Tânăr [Vlad V, el Joven] (ca. 1488-1512) se convirtió en voivoda en 1510, a la edad de 22 años y, menos de dos años después, fue capturado tras una derrota en la batalla de Bucarest y ejecutado. 
Aunque no queda documentación histórica específica de su nacimiento, el hijo de Vlad el Joven tenía unos cuatro años en el momento de la muerte de su padre. Se convirtió en voivoda aproximadamente a la misma edad que su padre, 22, a raíz de la rebelión de su predecesor Moise contra los otomanos, pero fue inmediatamente impugnado por el propio Moise y la familia de boyardos Craioveşti. El 29 de agosto de 1530, en la batalla de Viişoara, Vlad VI derrotó a Moisés, quien murió en combate. En octubre, después de una nueva rebelión fallida de la nobleza oltenia liderada por el pretendiente al trono de Craioveşti Drăghici Gogoaşă, quien posteriormente fue ejecutado en Constantinopla, Vlad puso fin a la línea de sucesión de Craioveşti al Banate de Craiova .
En sus dos años como voivoda, Vlad es conocido por haber efectuado la construcción del famoso Monasterio de Viforâta en el condado de Dâmboviţa, en Aninoasa. Su vida fue interrumpida aproximadamente a la misma edad que la de su padre, de 24 años, y el detalle histórico detrás de su cognomen póstumo se describe en el texto contemporáneo de Adolf Armbruster ( Dacoromano-Saxonica, p. 198). El relato indica que, tras un copioso banquete, en el que, como de costumbre, se sirvieron grandes cantidades de bebidas alcohólicas, Vlad montó en su caballo para dar un paseo en dirección al río Dâmboviţa en el que, cerca del pueblo de Popeşti, al sur de Bucarest, se ahogó. Su entierro en el Monasterio Deal fue organizado por su madre.